# منتخب سان مارينو لكرة السلة
منتخب سان مارينو الوطني لكرة السلة (بالإيطالية: Nazionale di pallacanestro di San Marino)‏ هو ممثل سان مارينو الرسمي في المنافسات الدولية في كرة السلة .